# Малий Амалат
Малий Амалат (рос. Малый Амалат) — селище Баунтовського евенкійського району, Бурятії Росії. Входить до складу Сільського поселення Сєверне.
Населення —  122 особи (2015 рік). 